# Casa editrice sociale
Casa editrice sociale è stata una casa editrice italiana di ispirazione anarchica. Fondata da Giuseppe Monnanni e Leda Rafanelli nel 1909 con il nome di Libreria editrice sociale, assunse diverse denominazioni nel corso degli anni: Casa editrice sociale (nome con cui è generalmente conosciuta) dal 1920 al 1927, Casa editrice Monanni dal 1927, Libreria editrice Monanni dal 1931 al 1933. Dopo la caduta del Fascismo la Casa editrice sociale riprese le pubblicazioni dal 1945 al 1949.

## Storia
Alla fine del 1909 Giuseppe Monnanni (noto come Monanni) e Leda Rafanelli fondano a Milano la Libreria editrice sociale (LES). Il pittore Carlo Carrà crea il logo aziendale e collabora all'opera editoriale illustrando alcune copertine e pubblicando disegni originali.

Con lo scoppio della prima guerra mondiale Monanni ripara in Svizzera per sfuggire alla chiamata alle armi. L'attività editoriale riprende in pieno nel 1920, con il nuovo nome di Casa editrice sociale. È l'epoca più fervida di pubblicazioni, Vengono pubblicati tutti i classici dell'Anarchismo, tra cui le opere di Errico Malatesta, Louise Michel, Pëtr Kropotkin, vengono tradotti per la prima volta in italiano gli scritti individualisti di Max Stirner e Georges Palante, vengono pubblicati testi scientifici come L'evoluzione della specie di Charles Darwin e libri di economia del sindacalista rivoluzionario Enrico Leone.

L'avvento del Fascismo segna una grave battuta d'arresto nelle pubblicazioni. Nel 1923 la polizia sequestra tutti i libri della Casa editrice arrestando Monanni, Rafanelli e il tipografo Zerboni. La casa editrice (che nel 1927 assume il nome di Casa editrice Monanni e nel 1931 di Libreria editrice Monanni) 
riesce a proseguire nell'attività grazie all'appoggio di ex esponenti del Sindacalismo rivoluzionario passati al regime, come Angelo Oliviero Olivetti (di cui pubblica un libro sul sindacalismo nazionale).
 In questa fase l'editrice si dedica alla pubblicazione di un centinaio di romanzi a sfondo sociale (spesso tradotti) e numerose opere filosofiche (tra cui, dal 1927 l'edizione delle opere complete di Friedrich Nietzsche a cura della sorella Elisabeth Förster-Nietzsche), cercando tuttavia di svolgere, nei limiti del possibile, un'opera di opposizione culturale. Così vengono pubblicati il libro Il materialismo critico (1927) del filosofo Giuseppe Rensi (inviso al regime), che contiene un duro attacco alle concezioni di Giovanni Gentile, il romanzo L'Oasi della Rafanelli (in cui traspare la simpatia per la cultura dei colonizzati arabi), viene fatto conoscere per la prima volta al pubblico italiano La Madre di Maksim Gor'kij (1928) e ripubblicato Il tallone di ferro di Jack London(1930). Soprattutto questi ultimi due romanzi hanno ampio successo di pubblico favorendo la diffusione di idee larvatamente antifasciste.
Non mancano neppure scritti di intrattenimento come la prima edizione italiana integrale delle opere di P. G. Wodehouse (35 volumi dal 1931).

Negli anni trenta però, mentre si rompe il sodalizio culturale e sentimentale tra Monanni e Rafanelli, il controllo della censura diventa sempre più opprimente. Dopo il 1933 non ci sono più notizie di nuove edizioni, salvo una ristampa delle opere complete di Nietzsche (1940). Nel 1939 Monanni viene arrestato e deferito al Tribunale speciale, ma viene prosciolto in istruttoria dopo tre mesi di carcere.

Nel 1945, dopo la caduta del regime. Monanni riapre la Casa editrice sociale, che però non riuscirà più a svolgere un'attività editoriale comparabile a quella precedente. La chiusura definitiva è del 1949.